# Nissan Sylphy
La Nissan Sylphy è un'autovettura di medio-grandi dimensioni prodotta dalla casa automobilistica giapponese Nissan Motor dal 2000 in quattro generazioni. È a trazione anteriore o integrale, e a motore anteriore. È disponibile solo in versione con carrozzeria berlina quattro porte. Fino al 2012, in Giappone il modello era venduto con il nome di Nissan Bluebird Sylphy, mentre su alcuni mercati esteri è venduto anche con i nomi di Nissan Pulsar e di Nissan Sentra.

## La prima serie (G10): 2000-2005

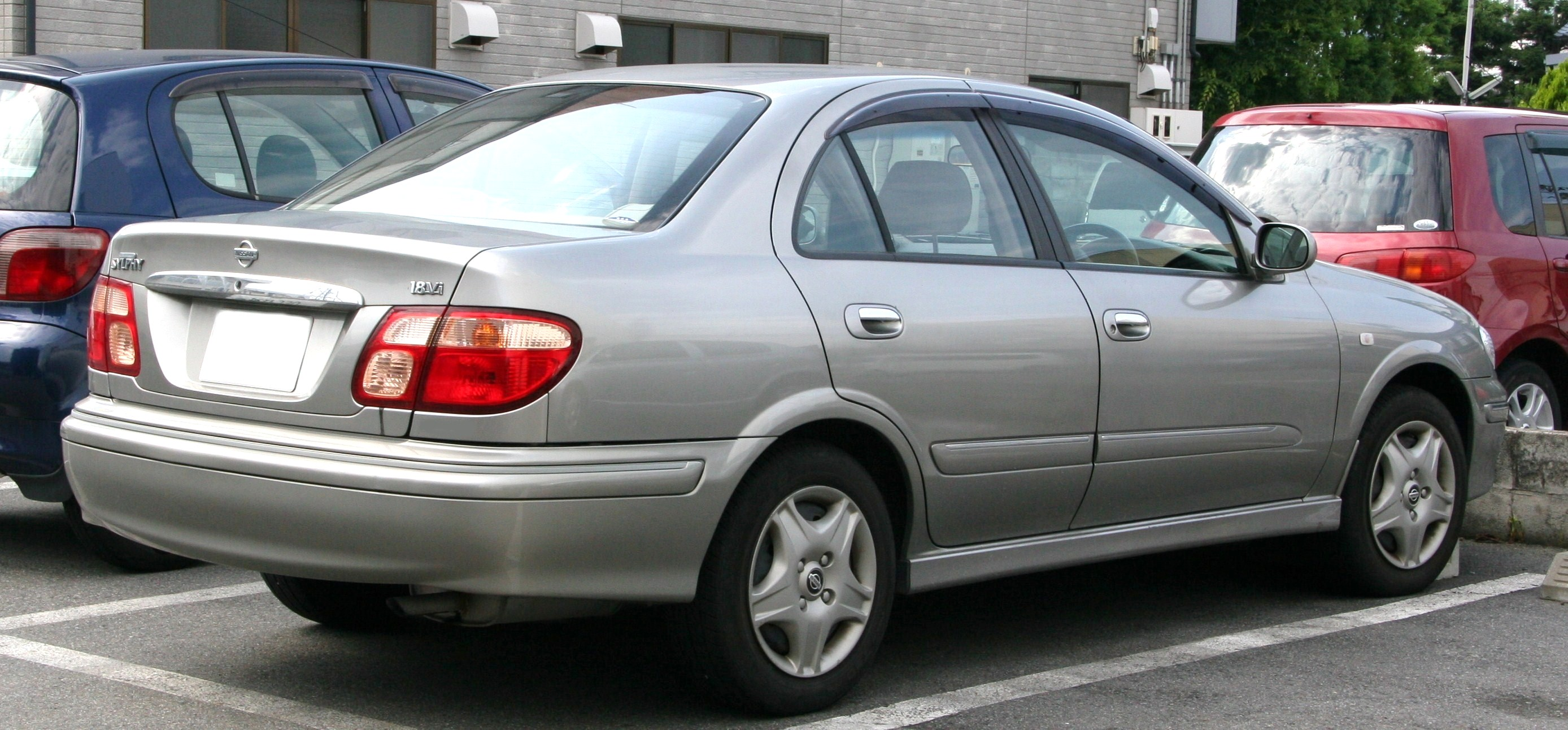
Il retro di una Nissan Sylphy prima serie

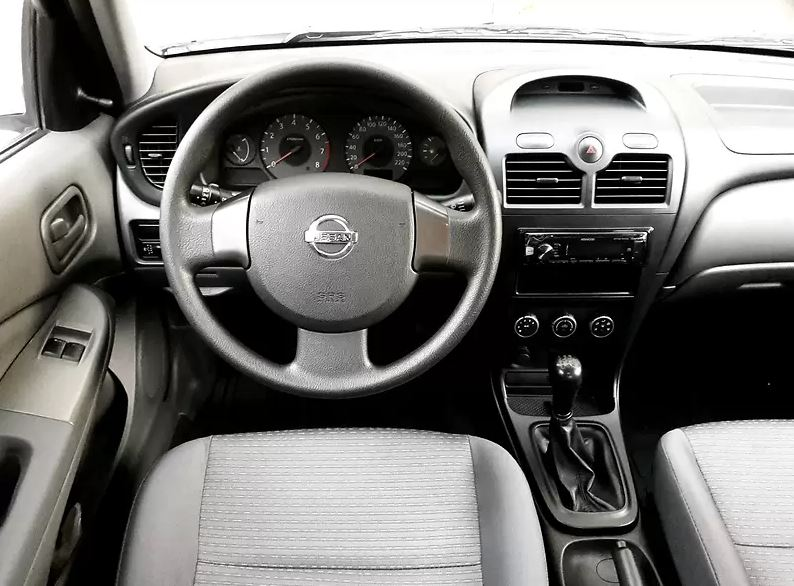
Gli interni di una Nissan Sylphy prima serie

La prima generazione di Sylphy, offerta esclusivamente in Giappone, era in sostanza una Nissan Pulsar sesta serie con equipaggiamento di lusso e calandra modificata. Il cambio era manuale a cinque rapporti o automatico a quattro rapporti.
La motorizzazione offerta era composta da un propulsore a benzina a quattro cilindri in linea da 1,3 L di cilindrata e 87 CV di potenza, da un motore a benzina a quattro cilindri in linea da 1,5 L e 90 CV, da un motore a benzina a quattro cilindri in linea da 1,6 L e 118 CV, da un motore a benzina a quattro cilindri in linea da 1,8 L e 115 CV, da un motore a benzina a quattro cilindri in linea da 2 L e 148 CV (145 CV per versione venduta in Cina).

## La seconda serie (G11): 2005-2012

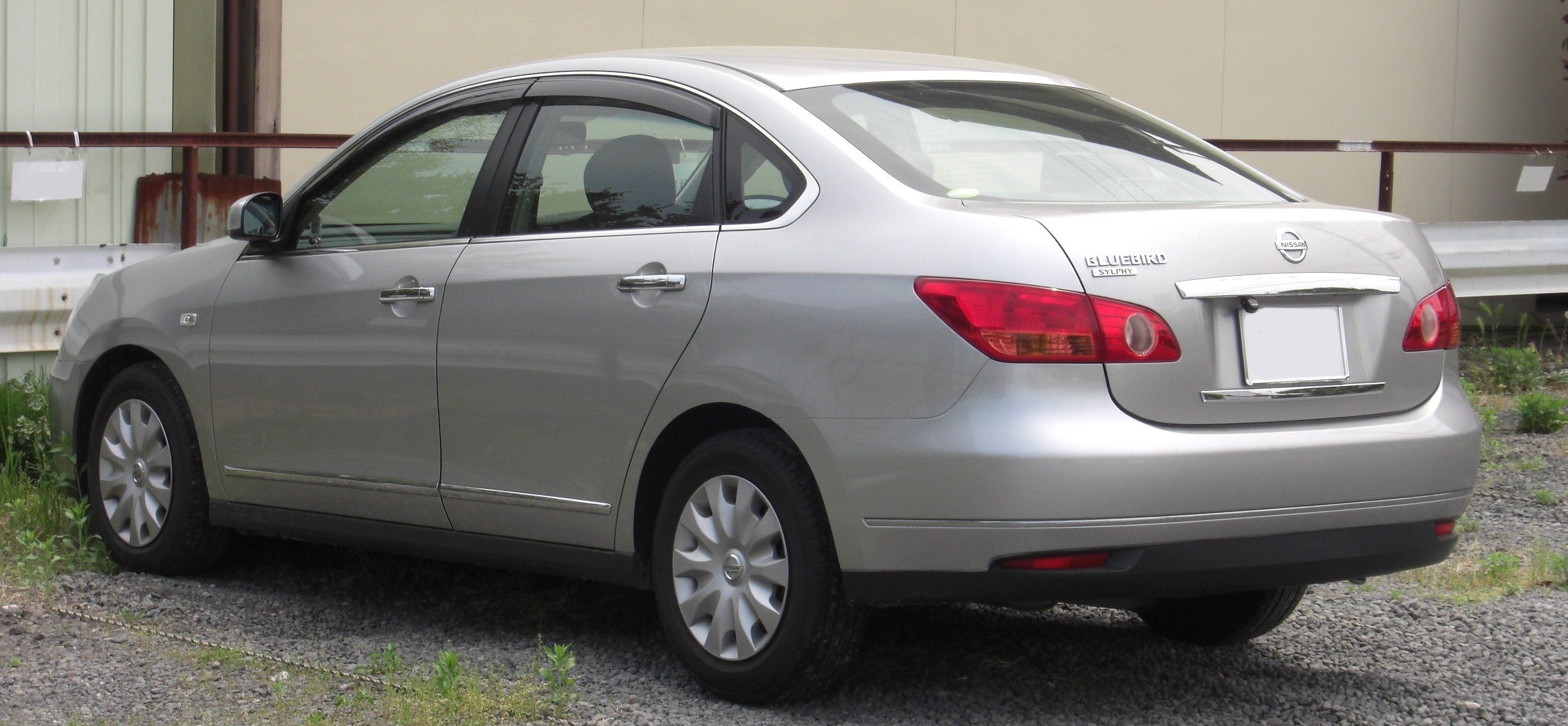
Il retro di una Nissan Sylphy seconda serie

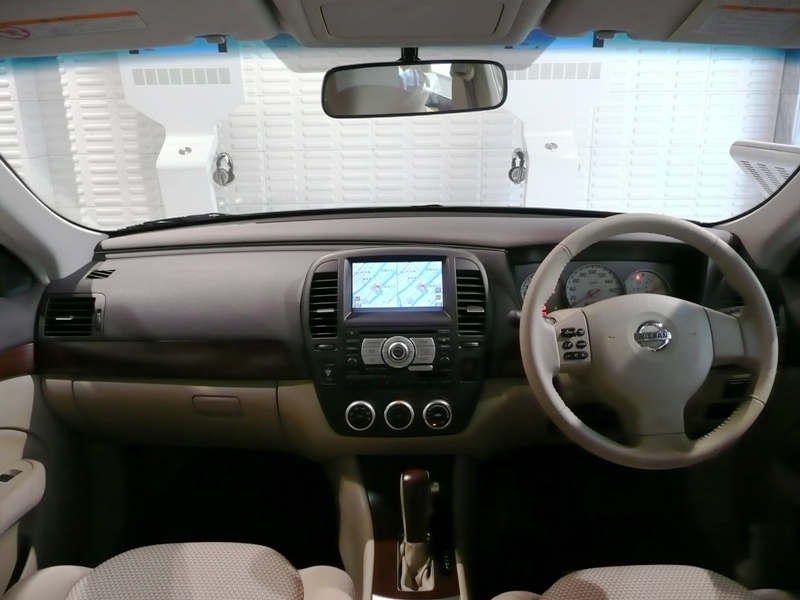
Gli interni di una Nissan Sylphy seconda serie

La seconda serie di Sylphy è stata presentata al salone dell'automobile di Tokyo alla fine del 2005. Questa seconda serie del modello era di una categoria superiore rispetto alla generazione precedente, e può essere considerata il successore della Nissan Bluebird, fuori produzione del 2001. La seconda generazione di Sylphy è uscita di produzione nel 2012, ma continua  ad essere offerta in molti Paesi insieme alla terza e quarta generazione. 
Il cambio era manuale a cinque rapporti, automatico a quattro rapporti oppure continuo. La motorizzazione offerta era composta da un propulsore a benzina a quattro cilindri in linea da 1,5 L di cilindrata e 90 CV di potenza, da un motore a benzina a quattro cilindri in linea da 1,6 L e 103 CV e da un motore a benzina a quattro cilindri in linea da 2 L e 145 CV.

## La terza serie (B17): 2012-2019

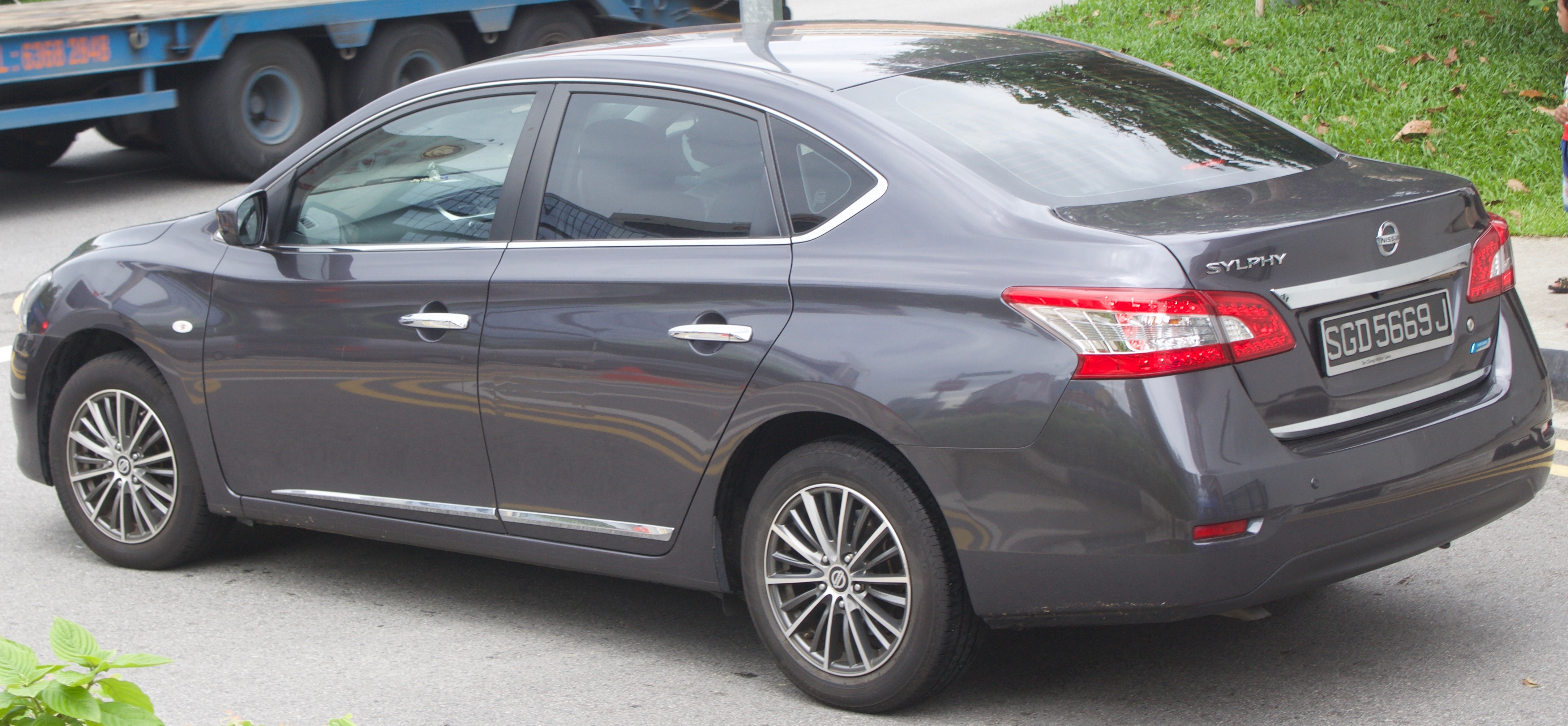
Il retro di una Nissan Sylphy terza serie

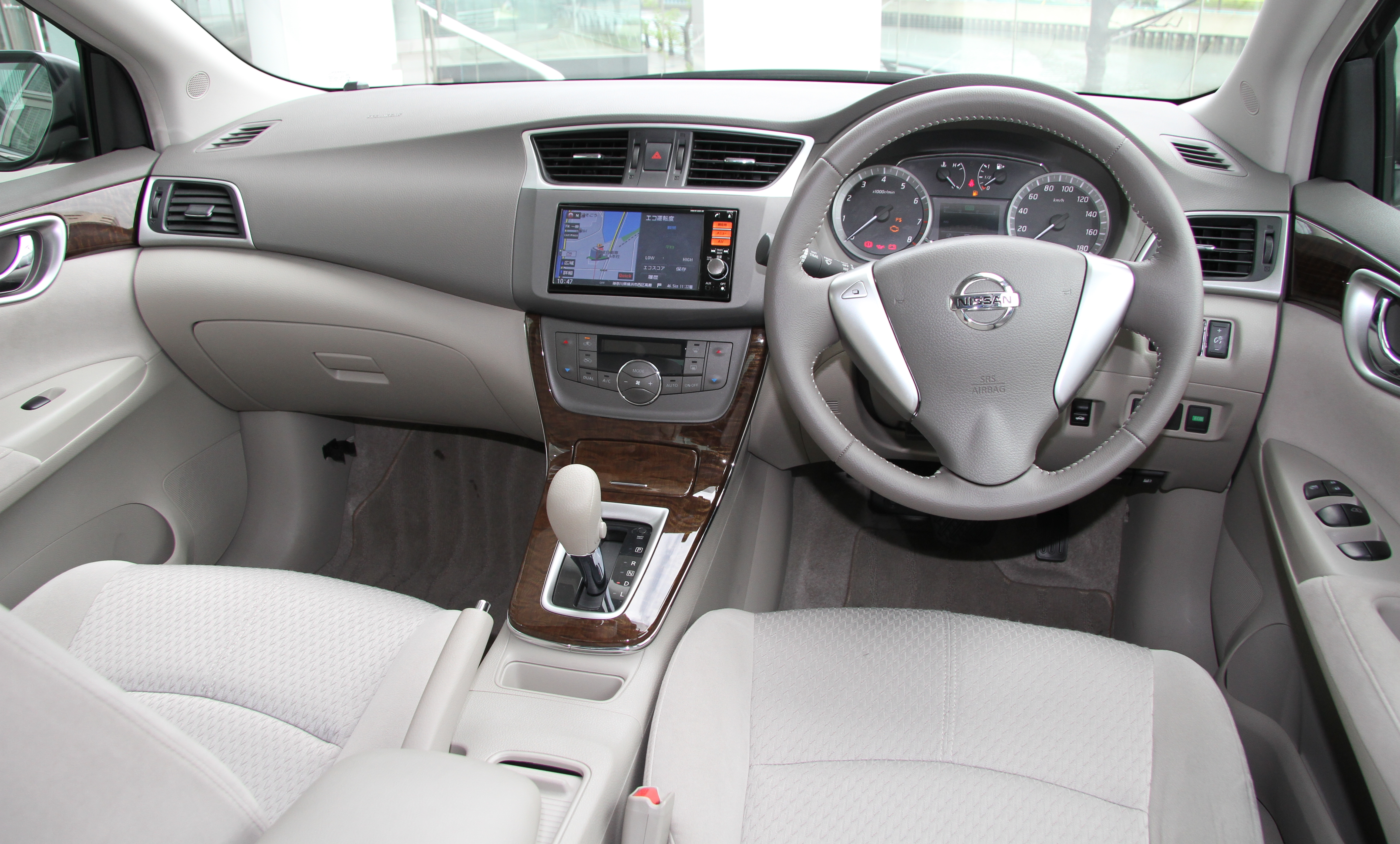
Gli interni di una Nissan Sylphy terza serie

La  terza generazione di Sylphy è stata presentata al pubblico al salone dell'automobile di Pechino nel 2012. Sui mercati esteri era venduta anche con i nomi di Nissan Pulsar e di Nissan Sentra. Al salone dell'automobile di Los Angeles del 2016 la Nissan ha lanciato sui mercati una versione della Sylphy ad alte prestazioni. Al salone dell'automobile di Pechino del 2018 la, Nissan ha presentato la Sylphy ZE, una versione elettrica del veicolo, che si basa sulla prima generazione della Nissan Leaf. Questa versione elettrica è stata venduta solo in Cina.
Il cambio era manuale a cinque o sei rapporti, automatico a cinque o sei rapporti oppure continuo. La motorizzazione offerta era composta da un propulsore a benzina a quattro cilindri in linea da 1,6 L di cilindrata e 103 CV di potenza, (187 CV la sua versione sovralimentata), da un motore a benzina a quattro cilindri in linea da 1,8 L e 128 CV e da un motore a benzina a quattro cilindri in linea da 2 L e 145 CV (quest'ultimo motore, in Brasile, era disponibile anche con alimentazione a etanolo). Era anche disponibile un motore Diesel a quattro cilindri in linea sovralimentato da 2 L e 108 CV.

## La quarta serie (B18): 2019-

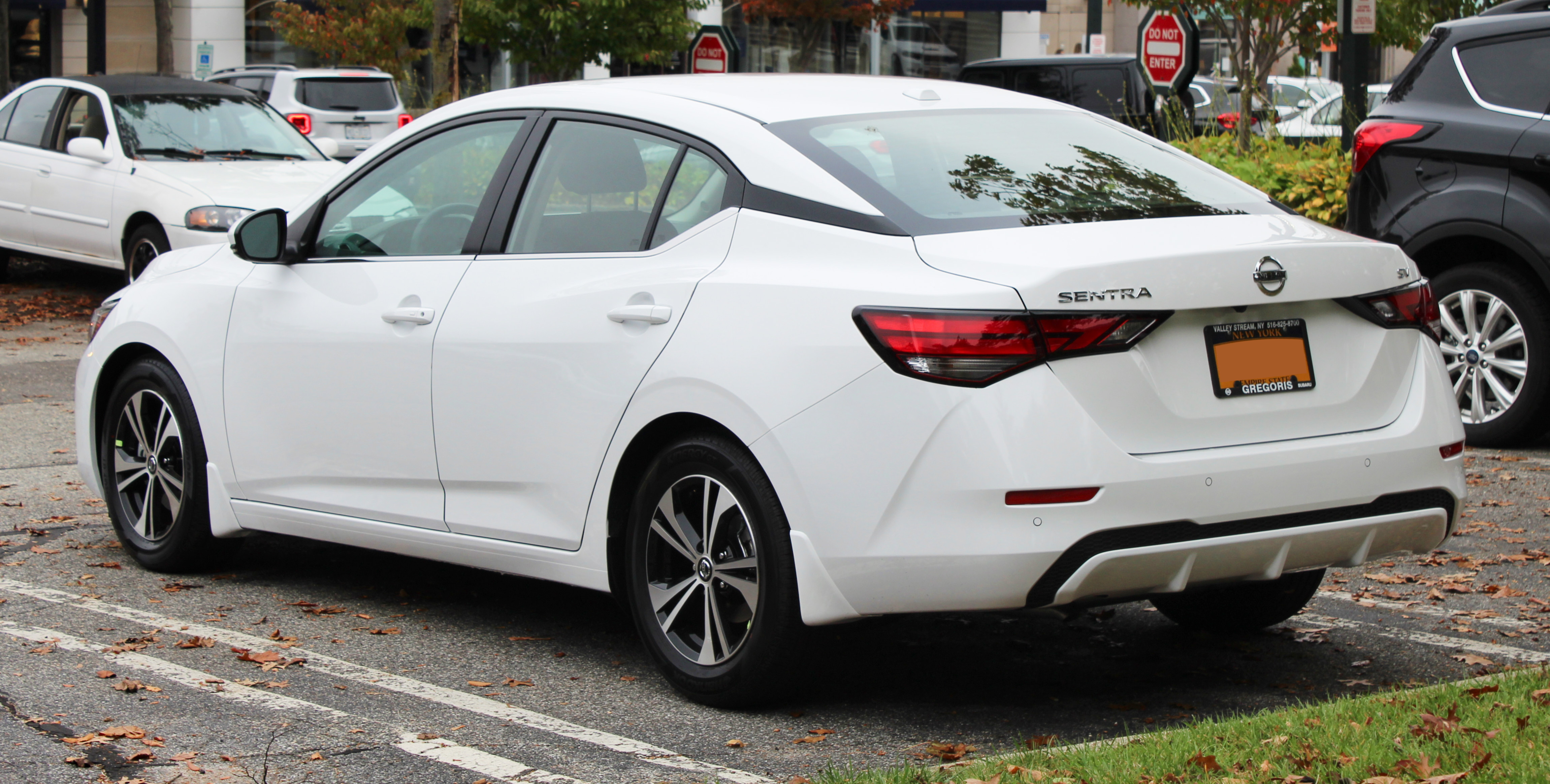
Il retro di una Nissan Sylphy quarta serie

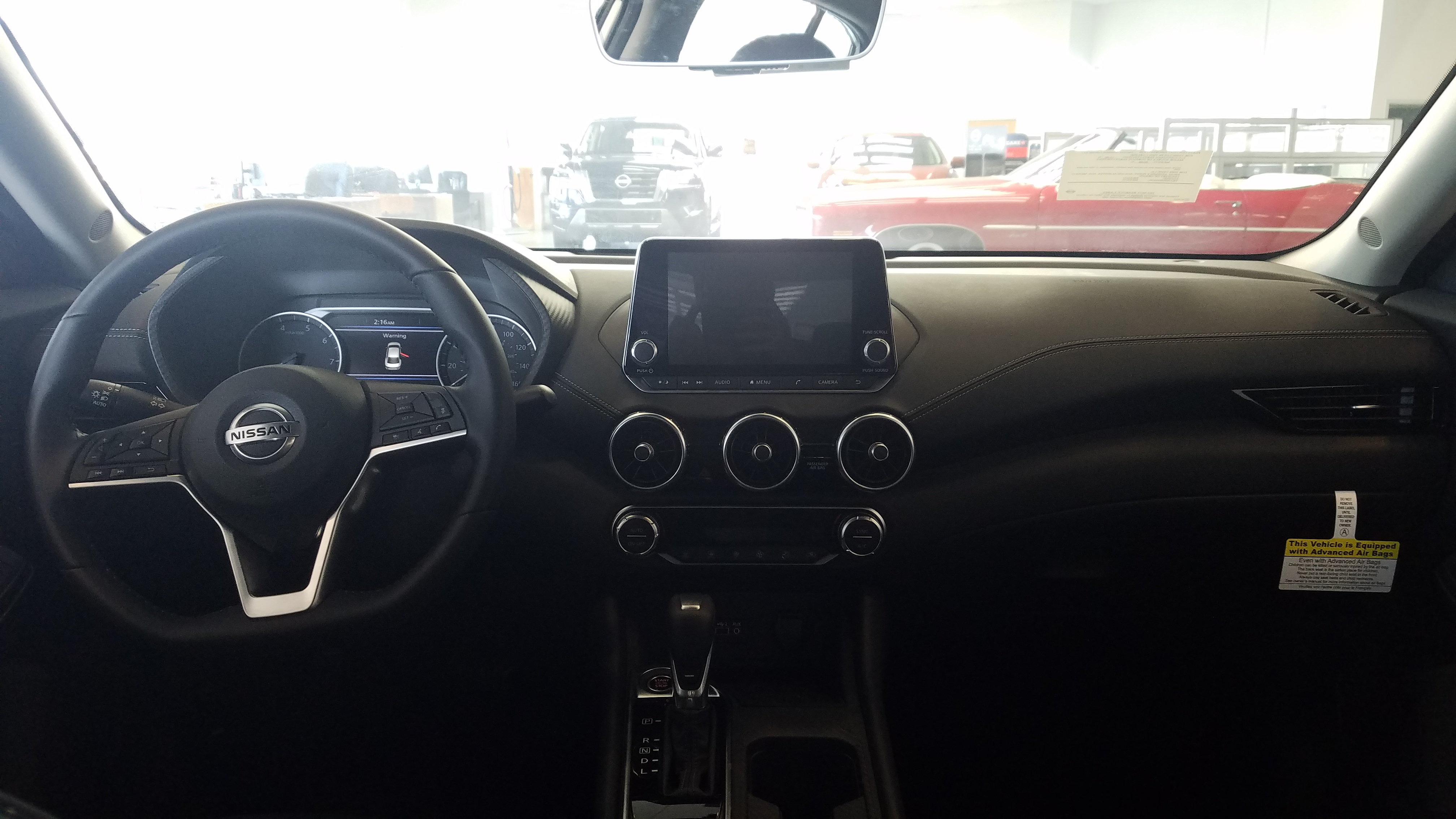
Gli interni di una Nissan Sylphy quarta serie

La Nissan ha presentato la quarta generazione della Sylphy al salone dell'automobile di Shanghai nell'aprile 2019. Nel novembre 2019 al salone dell'automobile di Los Angeles è stata presentata la versione per il mercato nordamericano. Anche questa quarta generazione di Sylphy viene offerta con il nome di Nissan Sentra. La versione ibrida della Sylphy è stata presentata nel settembre 2021.
Il cambio è manuale continuo a sei rapporti. La motorizzazione offerta è composta da un propulsore a benzina ibrido a tre cilindri in linea da 1,2 L di cilindrata e 79 CV di potenza, da un motore a benzina a quattro cilindri in linea da 1,6 L e 103 CV e da un motore a benzina a quattro cilindri in linea da 2 L e 145 CV.